# PlayStation 2のゲームタイトル一覧 (2002年)
PlayStation 2のゲームタイトル一覧 (2002年)（プレイステーションツーのゲームタイトルいちらん (2002ねん))では、PlayStation 2対応として2002年に発売されたゲームソフト（全346タイトル)を発売順に列記する。

## 発売ソフトの形態・変遷
ソニー作品においては、主人公ラチェットと相棒のロボット・クランクの銀河を股に掛けた大冒険を描いた『ラチェット&クランク』（2002年12月3日）が大ヒットし、PlayStationファミリーの顔ともいえるシリーズへと成長した。
2001年にサードパーティへ転向したセガからは、家庭用ゲーム機事業撤退宣言時に言及した作品のうち、『バーチャファイター4』、『スペースチャンネル5 Part2』、『サカつく2002 J.LEAGUE プロサッカークラブをつくろう!』がそれぞれ発売された。
一方、スクウェアは2002年3月28日にディズニーとのコラボレーション作品『キングダム ハーツ』を発売し、人気を集めた。
この年はインターネットに関する事柄もいくつかあった。スクウェアは2002年5月16日にファイナルファンタジー史上初となるMMORPG『ファイナルファンタジーXI』を発売した。同作は発表時から注目を集めていたものの、サービス開始時点では一般家庭におけるインターネットがそこまで普及しておらず、同作で初めてMMORPGを知った家庭用ゲーム機の利用者がインターネットの接続方法を調べたり、プレイに必要な環境を構築できずに購入を断念する者も多かったとされる。一方、2002年6月20日から3カ月に1回の頻度で発売された『.hack』シリーズ（バンダイ）においては、「The World」という架空のオンラインゲームで起こった「遭遇すると（現実の人間も）意識不明になるモンスター」の存在を入り口に、ゲーム内の出来事が現実世界を侵食する様子が描かれており、インターネットと現実、そしてオカルトをうまく融合した作品として知られている。なお、これらの作品群はメディアミックス「.hack Project」の一環であり、ゲームに同梱されたOVA『.hack//Liminality』では本編の裏で起きた出来事が描かれているほか、同時期にはゲームの前日談を描いたテレビアニメ『.hack//SIGN』が放送された。
コナミからは『ときめきメモリアル』の派生作品『ときめきメモリアル Girl's Side』が発売され、女性たちを中心に人気を集めた。
ディースリー・パブリッシャーの低価格帯シリーズ「SIMPLE2000」は10タイトルほど売り出したところでテーブルゲームのアイデアが尽きてしまったため、Vol.11以降は誰もが知っている遊びを幅広く取り上げるという方針転換がはかられた。岡島によると『THE ビリヤード』はビリヤードブームと相まって約58万本売れたといい、『 THE 恋愛シミュレーション 〜私におまカフェ〜』以降はコアゲーマーから注目が集まったという。また、珍妙な題名は『族車キング』あたりからつきはじめたという。その一方で、「SIMPLE2000」シリーズの中には『THE恋愛アドベンチャー BITTERSWEET FOOLS』のように他プラットフォームからの移植作もあった。
スポーツゲームにおいては、サッカー日韓ワールドカップで盛り上がっていたこともあり、コナミの『ワールドサッカー ウイニングイレブン6』が100万本を突破した。一方、野球においては人気プロ野球選手がどんどんメジャーリーグに進出していったため、プロ野球を題材としたゲームに彼らを登場させるのが厳しくなっていった。その中でスクウェアから発売された『日米間プロ野球 FINAL LEAGUE』（2002年4月25日）では、日本野球機構（NPB）ではなく選手会から許諾を得ることで、実在の選手たちが架空のリーグやチーム、および球場のもとで戦うという設定が組まれた。
このほかにも、身長5cmの宇宙人が4LDKの一般家屋の中で仲間を探す『ボクは小さい』や、首だけになった女神を世話する『Tomak〜Save the Earth〜Love Story』など、個性的なソフトが登場した。
2002年9月26日にはヘッドマウントディスプレイ・PUD-J5Aが発売されており、PlayStation VRの先駆けだとみる評論家もいた。
また、2002年には韓国でもPlayStation 2が発売され、『ICO』や『NBA Live 2002』をはじめとする複数の作品がローンチタイトルとして発売された。日本のニュースサイト「電撃オンライン」は2002年の記事の中で、韓国ではインターネットカフェの一種である「PC房」（PC-VAN）でパソコン向けのオンラインゲームを遊ぶのが盛んであり、一般向けに普及するとは考えにくいことから、まずはこのような店に置くのではないかと推測している。また、同サイトによると、韓国では家庭用ゲーム機は普及していないため、PlayStaiton2用ソフトをパソコン向けに違法コピーして販売している事業者が多いという。
その一方で、ゲームがユーザーに与える影響を懸念する声から、これまでのコンピュータエンターテインメント協会（CESA）の倫理規定に代わり、2002年6月にはコンピュータエンターテインメントレーティング機構（以下：CERO）が設立され、PlayStation 2は審査対象のハードの一つとなった。
このレイティングでは「全年齢対象」、「12歳以上対象」、「15歳以上対象」、「18歳以上対象」の4段階に分かれており、法的な拘束力まではなかった

## 発売されたタイトル
| 発売日   | タイトル                                                                                             | 発売元                                                 | 備考 |
| -------- | --- | ------------------------------------------------------ | --- |
| 1月1日   | NBA Live 2002                                                                                        | エレクトロニック・アーツ・スクウェア                   | NBAの実在選手が登場するバスケットボールゲーム。韓国においてはローンチタイトルとして発売された                                                                                          |
| 1月1日   | グランツーリスモ コンセプト 2001 TOKYO                                                               | ソニー・コンピュータエンタテインメント                 | |
| 1月1日   | A列車で行こう2001 パーフェクトセット                                                                 | アートディンク                                         | 『A列車で行こう2001』と追加車両データ集の『トレインキットfor A列車で行こう2001』を収録                                                                                                 |
| 1月10日  | チョロQ HG2                                                                                          | タカラ                                                 | |
| 1月17日  | クライマックステニス                                                                                 | コナミ                                                 | |
| 1月17日  | SIMPLE2000シリーズ アルティメットVol.1 ラブ★スマッシュ!                                              | ディースリー・パブリッシャー                           | |
| 1月17日  | タイピング剣豪 六三四の剣                                                                            | サン電子                                               | 漫画『六三四の剣』を題材としたタイピングゲーム |
| 1月17日  | ブラボーミュージック 超名曲盤                                                                        | ソニー・コンピュータエンタテインメント                 | ブラボーミュージックシリーズ第3弾。 |
| 1月24日  | エキサイティングプロレス3                                                                            | ユークス                                               | |
| 1月24日  | 三國志VIII                                                                                           | コーエー                                               | |
| 1月24日  | 夜明けのマリコ 2ndAct                                                                                | ソニー・コンピュータエンタテインメント                 | 夜明けのマリコシリーズ第2弾。 |
| 1月24日  | 山佐Digiワールド2 LCDエディション                                                                    | ヤマサエンタテインメント                               | 『タイムクロス』ほかパチスロ機2機種を収録した実機シミュレーターで、当初は2001年12月27日に発売される予定だった。                                                                        |
| 1月24日  | 超!楽しいインターネット“ともだちのわ”                                                                | サン電子                                               | ブラウザやメールソフトなどを収録したインターネットアプリケーション集で、PPPoEとPPPoAに対応している。 ソフト単体版のほかに、USBモデム同梱版も発売された。                               |
| 1月31日  | ウェーブラリー                                                                                       | アイドス                                               | |
| 1月31日  | グランディア エクストリーム                                                                          | エニックス                                             | |
| 1月31日  | 最強 東大将棋スペシャル                                                                              | 毎日コミュニケーションズ                               | 将棋ゲームで、一部システムボイスは安食聡子と碓井涼子の2人の棋士が担当している。 |
| 1月31日  | バーチャファイター4                                                                                  | セガ                                                   | 同名アーケードゲームの移植版 |
| 1月31日  | ハイパースポーツ 2002WINTER                                                                          | コナミ                                                 | 『ハイパースポーツ』シリーズの1作品 |
| 1月31日  | ファイナルファンタジーX インターナショナル                                                           | スクウェア                                             | |
| 1月31日  | プラレール〜夢がいっぱい!プラレールで行こう!〜                                                       | トミー                                                 | |
| 1月31日  | マッデンNFL スーパーボウル2002                                                                       | エレクトロニック・アーツ・スクウェア                   | 当初は2002年1月24日に発売される予定だった。 |
| 1月31日  | ラ・ピュセル 光の聖女伝説                                                                            | 日本一ソフトウェア                                     | |
| 1月31日  | READY 2 RUMBLE BOXING ROUND 2                                                                        | ミッドウェイゲームス                                   | |
| 2月7日   | SSX TRICKY                                                                                           | エレクトロニック・アーツ・スクウェア                   | |
| 2月7日   | NHL 2002                                                                                             | エレクトロニック・アーツ・スクウェア                   | |
| 2月7日   | 侍                                                                                                   | スパイク                                               | |
| 2月7日   | サンダーストライク:Operation Phoenix                                                                 | アイドス                                               | |
| 2月7日   | スマッシュコート プロトーナメント                                                                    | ナムコ                                                 | 実在のプロ選手が登場するテニスゲーム。 |
| 2月7日   | マジカルスポーツ Hard Hitter 2                                                                       | 魔法                                                   | テニスゲーム。 |
| 2月14日  | エイジ オブ エンパイアII                                                                             | コナミ                                                 | |
| 2月14日  | 甲子園 紺碧の空                                                                                      | 魔法                                                   | 高校野球を題材としたシミュレーションゲーム |
| 2月14日  | 三國志戦記                                                                                           | コーエー                                               | |
| 2月14日  | スペースチャンネル5 Part2                                                                            | セガ                                                   | |
| 2月14日  | ソウルリーバー2                                                                                      | アイドス                                               | |
| 2月14日  | デュアルハーツ                                                                                       | ソニー・コンピュータエンタテインメント                 | |
| 2月14日  | バス ストライク                                                                                      | Pai                                                    | アメリカのバス釣り協会公認ソフト |
| 2月21日  | AKIRA PSYCHO BALL                                                                                    | バンダイ                                               | アニメ映画『AKIRA』を題材としたデジタルピンボールで、当初は2002年1月31日に発売される予定だった                                                                                         |
| 2月21日  | グランディアII                                                                                       | エニックス                                             | |
| 2月21日  | 鉄1 〜電車でバトル!〜 WORLD GRAND PRIX                                                               | シスコンエンタテイメント                               | 『鉄1 〜電車でバトル!〜 』のリニューアル版 |
| 2月28日  | いただきストリート3 億万長者にしてあげる! 〜家庭教師つき!〜                                          | エニックス                                             | |
| 2月28日  | 永世名人VI                                                                                           | コナミ                                                 | |
| 2月28日  | Kanon                                                                                                | NECインターチャネル                                    | |
| 2月28日  | ソルトレーク2002                                                                                     | アイドス                                               | |
| 2月28日  | ゼノサーガ エピソードI［力への意志］                                                                 | ナムコ                                                 | 宇宙の始まりから終焉を描いたRPG |
| 2月28日  | 遙かなる時空の中で2                                                                                  | コーエー                                               | 『遙かなる時空の中で』の続編。 |
| 2月28日  | 超高速麻雀プラス                                                                                     | サクセス                                               | |
| 2月28日  | KEYBOARDMANIA II 〜2ndMIX & 3rdMIX〜                                                                 | コナミ                                                 | |
| 3月7日   | EX人生ゲーム                                                                                         | タカラ                                                 | ボードゲーム『人生ゲーム』のコンピュータゲーム化 |
| 3月7日   | 鬼武者2                                                                                              | カプコン                                               | |
| 3月7日   | オレが監督だ！Volume.2〜激闘ペナントレース〜                                                         | エニックス                                             | 『オレが監督だ！』シリーズの第2弾 |
| 3月7日   | サカつく2002 J.LEAGUE プロサッカークラブをつくろう!                                                  | セガ                                                   | |
| 3月7日   | もっとゴルフルGOLF                                                                                   | アートディンク                                         | 『ゴルフルGOLF』の続編｡ |
| 3月7日   | REAL BASSFISHING TOP ANGLER                                                                          | シムス株式会社                                         | |
| 3月14日  | タイピング恋愛白書 BOYS BE…                                                                          | サン電子                                               | 同名漫画を題材としたタイピングゲーム |
| 3月14日  | ワイルドアームズ アドヴァンスドサード                                                                | ソニー・コンピュータエンタテインメント                 | ワイルドアームズシリーズ第3作かつシリーズ初のPlayStation 2用作品。当初は2002年1月31日に発売予定だった。                                                                                |
| 3月14日  | 世界ラリー選手権                                                                                     | スパイク                                               | |
| 3月20日  | ビルバク                                                                                             | 角川書店                                               | 当初は2001年11月29日に発売する予定だったが、同年発生したアメリカ同時多発テロ事件への配慮から発売日変更の措置が取られた                                                                 |
| 3月20日  | リーヴェルファンタジア〜マリエルと妖精物語〜                                                         | ビクターインタラクティブソフトウェア                   | |
| 3月20日  | ガラクタ名作劇場 ラクガキ王国                                                                        | タイトー                                               | |
| 3月28日  | アメリカ横断ウルトラクイズ                                                                           | デジキューブ                                           | 同名テレビ番組のゲーム化。 |
| 3月28日  | アルペンレーサー3                                                                                    | ナムコ                                                 | アルペンレーサーシリーズの1作品 |
| 3月28日  | ESPN NBA 2Night2002                                                                                  | コナミ                                                 | |
| 3月28日  | NFL2K2                                                                                               | セガ                                                   | |
| 3月28日  | キングダム ハーツ                                                                                    | スクウェア                                             | ディズニーとのコラボレーション作品で、ファイナルファンタジーシリーズのキャラクターも登場する。                                                                                         |
| 3月28日  | サイヴァリア コンプリートエディション                                                                | サクセス                                               | アーケードゲーム『サイヴァリア』の移植版 |
| 3月28日  | サイバー雀荘 東風荘編                                                                                | コナミ                                                 | |
| 3月28日  | ジェットでGO!2                                                                                       | タイトー                                               | 当初は2002年3月14日に発売される予定だった。 |
| 3月28日  | 実況GIステイブル2                                                                                    | コナミ                                                 | |
| 3月28日  | SIMPLE2000シリーズ アルティメットVol.2 エディット・レーシング                                        | ディースリー・パブリッシャー                           | |
| 3月28日  | SIMPLE2000シリーズ Vol.3 THEバスフィッシング                                                         | ディースリー・パブリッシャー                           | つりコンおよびつりコン2対応 |
| 3月28日  | スーパーロボット大戦IMPACT                                                                           | バンプレスト                                           | |
| 3月28日  | THE BASEBALL 2002 バトルボールパーク宣言                                                             | コナミ                                                 | |
| 3月28日  | 提督の決断IV                                                                                         | コーエー                                               | |
| 3月28日  | 鉄拳4                                                                                                | ナムコ                                                 | 同名アーケードゲームの移植版。 |
| 3月28日  | BLACK/MATRIX 2                                                                                       | NECインターチャネル                                    | |
| 3月28日  | PROJECT ARMS                                                                                         | バンダイ                                               | |
| 3月28日  | レスキューヘリ エアレンジャー2                                                                       | アスク                                                 | 『レスキューヘリ エアレンジャー』の続編。 |
| 3月28日  | 湾岸ミッドナイト                                                                                     | 元気                                                   | 同名漫画のゲーム化であるアーケードゲームの移植版 |
| 4月4日   | アーマード・コア3                                                                                    | フロム・ソフトウェア                                   | アーマード・コアシリーズ第6弾で、ナンバリングタイトルとしては第3弾となる。 |
| 4月4日   | 実戦パチスロ必勝法!Sammy’s Collection                                                                | サミー                                                 | |
| 4月4日   | ノックアウトキング 2002                                                                              | エレクトロニック・アーツ・スクウェア                   | |
| 4月4日   | 信長の野望・嵐世記                                                                                   | コーエー                                               | |
| 4月4日   | リリーのアトリエ プラス 〜ザールブルグの錬金術士3〜                                                  | ガスト                                                 | 『リリーのアトリエ 〜ザールブルグの錬金術士3〜』の内容強化版。 |
| 4月11日  | スタントGP                                                                                           | エム・ティー・オー                                     | |
| 4月18日  | 熱チュー!プロ野球2002                                                                                | ナムコ                                                 | |
| 4月18日  | ときめきメモリアル2 ミュージックビデオクリップ サーカスで逢いましょう                                | コナミ                                                 | |
| 4月25日  | ガレリアンズ:アッシュ                                                                                | エンターブレイン                                       | |
| 4月25日  | 機甲兵団 J-PHOENIX バーストタクティス                                                                | タカラ                                                 | 『機甲兵団J-PHOENIX』シリーズの一作品 |
| 4月25日  | 機甲武装Gブレイカー 第三次クラウディア大戦                                                           | サンライズインタラクティブ                             | |
| 4月25日  | サーヴィランス 監視者                                                                                | ソニー・コンピュータエンタテインメント                 | ソニー・コンピュータエンタテインメントとアニメ会社プロダクションI.Gとの共同制作 |
| 4月25日  | 最強の囲碁2                                                                                          | アンバランス                                           | |
| 4月25日  | 最終電車                                                                                             | ヴィジット                                             | 同名PlayStation用ソフトの強化移植で、当初は2002年2月14日に発売される予定だった。 |
| 4月25日  | SHINE                                                                                                | サクセス                                               | |
| 4月25日  | ジェネレーションオブカオスNEXT                                                                       | アイディアファクトリー                                 | |
| 4月25日  | SIMPLE2000シリーズVol.4 THEダブル麻雀パズル                                                          | ディースリー・パブリッシャー                           | |
| 4月25日  | SPY HUNTER                                                                                           | ミッドウェイ・ゲームス                                 | |
| 4月25日  | 絶体絶命都市                                                                                         | アイレムソフトウェアエンジニアリング                   | 人工島での地震を描いたサバイバルアクション |
| 4月25日  | 必殺パチンコステーションV3 出動!ミニスカポリス                                                       | サン電子                                               | |
| 4月25日  | 日米間プロ野球 FINAL LEAGUE                                                                          | スクウェア                                             | 日本プロ野球選手会およびMLBの公認作品であり、選手たちは実名だが、リーグやチーム名などには架空のものが用いられている。                                                                  |
| 4月25日  | ワールドサッカーウイニングイレブン6                                                                  | コナミ                                                 | |
| 5月2日   | -U- underwater unit                                                                                  | アイレムソフトウェアエンジニアリング                   | |
| 5月2日   | 機動戦士ガンダム ギレンの野望 ジオン独立戦争記                                                       | バンダイ                                               | 同名作品の強化移植。 |
| 5月2日   | パチンコで遊ぼう!〜フィーバードデカザウルス〜                                                        | インターナショナルカードシステム                       | |
| 5月2日   | 2002 FIFAワールドカップ                                                                              | エレクトロニック・アーツ・スクウェア                   | |
| 5月16日  | DDRMAX Dance Dance Revolution 6thMIX                                                                 | コナミ                                                 | 『Dance Dance Revolution』シリーズのひとつ |
| 5月16日  | 実況ワールドサッカー2002                                                                             | コナミデジタルエンタテインメント                       | |
| 5月16日  | ファイナルファンタジーXI                                                                             | スクウェア                                             | ファイナルファンタジーシリーズ史上初となるオンラインゲーム。サービス終了済み。 |
| 5月16日  | beatmania打打打!!THE BEST打                                                                          | コナミ                                                 | |
| 5月23日  | E.O.E 崩壊の前夜                                                                                     | アイドス                                               | |
| 5月23日  | ウォリアーズ オブ マイト・アンド・マジック                                                           | サクセス                                               | |
| 5月23日  | NBA 2K2                                                                                              | セガ                                                   | |
| 5月23日  | 実名実況競馬ドリームクラシック2002                                                                   | バンダイ                                               | |
| 5月23日  | 月の光 〜沈める鐘の殺人〜                                                                            | ビクターインタラクティブソフトウェア                   | 小説『沈める鐘』のゲーム化で、赤川次郎サウンドノベルシリーズの第3弾となる。 |
| 5月23日  | 日本代表選手になろう!                                                                                | エニックス                                             | |
| 5月23日  | ランナバウト3 ネオエイジ                                                                             | ハーティロビン                                         | |
| 5月30日  | オトスタツ                                                                                           | ソニー・コンピュータエンタテインメント                 | |
| 5月30日  | 此花2 〜届かないレクイエム〜                                                                         | サクセス                                               | |
| 5月30日  | SIMPLE2000シリーズVol.5 THEブロックくずしHYPER                                                       | ディースリー・パブリッシャー                           | |
| 5月30日  | ディズニーゴルフ クラシック                                                                          | カプコン                                               | |
| 5月30日  | 夏色の砂時計                                                                                         | プリンセスソフト                                       | |
| 5月30日  | 箱庭鉄道〜ブルートレイン・特急編〜                                                                   | サクセス                                               | |
| 5月30日  | プロジェクトFIFAワールドカップ それなら君が代表監督                                                  | エレクトロニック・アーツ・スクウェア                   | |
| 6月6日   | F1 2002                                                                                              | エレクトロニック・アーツ・スクウェア                   | |
| 6月6日   | マイホームをつくろう!                                                                                | ビクターインタラクティブソフトウェア                   | |
| 6月6日   | RAGINGBLESS 降魔黙示録                                                                               | パシフィック・センチュリー・サイバーワークス・ジャパン | |
| 6月6日   | ワールドファンタジスタ                                                                               | スクウェア                                             | |
| 6月13日  | インターネット囲碁 平成棋院24                                                                        | サクセス                                               | |
| 6月13日  | インターネットオセロ オセロワールド24                                                                | サクセス                                               | |
| 6月13日  | インターネット将棋 将棋道場24                                                                        | サクセス                                               | |
| 6月13日  | インターネット麻雀 東風荘で遊ぼう                                                                    | サクセス                                               | |
| 6月13日  | 最強 東大将棋4 付・矢倉道場                                                                          | 毎日コミュニケーションズ                               | |
| 6月13日  | ル・マン24アワーズ                                                                                   | セガ                                                   | |
| 6月20日  | ジ・アニメスーパーリミックス あしたのジョー2                                                         | カプコン                                               | |
| 6月20日  | ジ・アニメスーパーリミックス 巨人の星                                                                | カプコン                                               | |
| 6月20日  | ときめきメモリアル Girl's Side                                                                       | コナミ                                                 | |
| 6月20日  | .hack//感染拡大 Vol.1                                                                                | バンダイ                                               | |
| 6月20日  | ポポロクロイス はじまりの冒険                                                                        | ソニー・コンピュータエンタテインメント                 | ポポロクロイスシリーズで初めてトゥーンシェードによる3DCGを用いた作品で、当初は2002年春の発売を予定していた。                                                                           |
| 6月20日  | ルームメイト・麻美・おくさまは女子高生                                                               | データム・ポリスター                                   | |
| 6月25日  | SIMPLE2000本格思考シリーズVol.2 THE囲碁                                                              | ディースリー・パブリッシャー                           | |
| 6月27日  | 兎-野性の闘牌-                                                                                       | デジキューブ                                           | |
| 6月27日  | ガンサバイバー3 ディノクライシス                                                                     | カプコン                                               | |
| 6月27日  | 剣豪2                                                                                                | 元気                                                   | |
| 6月27日  | コロボール2002                                                                                       | エンターブレイン                                       | |
| 6月27日  | 三洋パチンコパラダイス7 〜江戸っ子源さん〜                                                           | アイレムソフトウェアエンジニアリング                   | |
| 6月27日  | 式神の城                                                                                             | タイトー                                               | 日本国外においては2003年にXS Gamesから、「Mobile Light Force 2」という題名で、「Mobile Light Force」（日本国外版『ガンバード』）の続編として発売された。                               |
| 6月27日  | 新コンバットチョロQ                                                                                  | タカラ                                                 | |
| 6月27日  | SIMPLE2000本格思考シリーズVol.1 THE将棋 森田和郎の将棋指南                                           | ディースリー・パブリッシャー                           | |
| 6月27日  | ストリートゴルファー                                                                                 | ディースリー・パブリッシャー                           | |
| 6月27日  | 続せがれいじり 変珍たませがれ                                                                        | エニックス                                             | |
| 6月27日  | 封神演義2                                                                                            | コーエー                                               | |
| 6月27日  | ユーディーのアトリエ 〜グラムナートの錬金術士〜                                                      | ガスト                                                 | アトリエシリーズ第4弾で、当初は2002年5月に発売が予定されていた。 |
| 6月27日  | RED CARD レッド・カード                                                                              | ミッドウェイ・ゲームス                                 | |
| 6月27日  | EGBROWSER BB                                                                                         | エルゴソフト                                           | 「PlayStation BB Unit」専用ブラウザ。 |
| 6月27日  | はじめの一歩 VICTORIOUS BOXERS 〜CHAMPIONSHIP VERSION〜                                              | ESP                                                    | |
| 7月4日   | ゴーストヴァイブレーション                                                                           | アイドス                                               | |
| 7月4日   | サイレントヒル2 最期の詩                                                                             | コナミ                                                 | |
| 7月4日   | ターザン フリーライド                                                                                | ユービーアイソフト                                     | アニメ映画『ターザン』のゲーム化で、当初は2002年2月14日に発売が予定されていた。 |
| 7月4日   | ふたりのファンタビジョン                                                                             | ソニー・コンピュータエンタテインメント                 | |
| 7月11日  | エアロダンシング 4 New Generation                                                                    | セガ                                                   | |
| 7月11日  | 幻想水滸伝III                                                                                        | コナミ                                                 | 当初は2002年3月に発売が予定されていた |
| 7月11日  | Splashdown                                                                                           | アタリ                                                 | |
| 7月11日  | 日本相撲協曾公認 日本大相撲 本場所激闘編                                                             | コナミ                                                 | |
| 7月11日  | ぼくのなつやすみ2 海の冒険篇                                                                         | ソニー・コンピュータエンタテインメント                 | 『ぼくのなつやすみ』の続編。 |
| 7月11日  | ボクは小さい                                                                                         | ビクターインタラクティブソフトウェア                   | |
| 7月18日  | 栄冠は君に2002〜甲子園の鼓動〜                                                                       | デジキューブ                                           | |
| 7月18日  | かまいたちの夜2 監獄島のわらべ唄                                                                     | チュンソフト                                           | 『かまいたちの夜』の続編で、前作も劇中劇として登場する。 |
| 7月18日  | ガングレイヴ                                                                                         | レッド・エンタテインメント                             | レッド・エンタテインメント名義では初めてとなる作品。 |
| 7月18日  | 久遠の絆 再臨詔                                                                                      | フォグ                                                 | |
| 7月18日  | サーフィンエアショウ with RatBoy                                                                     | ナウプロダクション                                     | |
| 7月18日  | サルゲッチュ2                                                                                        | ソニー・コンピュータエンタテインメント                 | 中国においては、2003年12月20日にローンチタイトルとして発売された。 |
| 7月18日  | 実況パワフルプロ野球9                                                                                | コナミ                                                 | |
| 7月18日  | 実戦パチスロ必勝法!アラジンA                                                                         | サミー                                                 | |
| 7月18日  | タイガー・ウッズ PGA TOUR                                                                            | エレクトロニック・アーツ・スクウェア                   | |
| 7月18日  | beatmania IIDX 6th style -new songs collection-                                                      | コナミ                                                 | |
| 7月25日  | ガントレット・ダークレガシー                                                                         | ミッドウェイ・ゲームズ                                 | |
| 7月25日  | 実況Jリーグパーフェクトストライカー5                                                                 | コナミ                                                 | |
| 7月25日  | ジョジョの奇妙な冒険 黄金の旋風                                                                      | カプコン                                               | |
| 7月25日  | SIMPLE2000シリーズVol.6 THE スノーボード                                                             | ディースリー・パブリッシャー                           | |
| 7月25日  | SIMPLE2000シリーズVol.7 THE ボクシング REAL FIST FIGHTER                                             | ディースリー・パブリッシャー                           | |
| 7月25日  | SIMPLE2000本格思考シリーズVol.3 THE チェス                                                           | ディースリー・パブリッシャー                           | |
| 7月25日  | SIMPLE2000本格思考シリーズVol.4 THE 麻雀                                                             | ディースリー・パブリッシャー                           | |
| 7月25日  | 電車でGO! 旅情編                                                                                     | タイトー                                               | |
| 7月25日  | パックマンワールド2                                                                                  | ナムコ                                                 | |
| 7月25日  | ほっかほか銭湯                                                                                       | テクモ                                                 | 同名パチンコ機を題材とした作品。 |
| 7月25日  | 山佐Digiワールド3                                                                                    | ヤマサエンタテインメント                               | |
| 7月25日  | RS ライディング スピリッツ                                                                           | スパイク                                               | 実在のバイクを収録したバイクレースゲーム |
| 7月25日  | ROOMMANIA＃203                                                                                       | セガ                                                   | 主人公の人生に介入する内容のゲームであり、ドリームキャストダイレクト限定版が存在する。                                                                                                 |
| 8月1日   | 機動戦士ガンダム戦記 Lost War Chronicles                                                             | バンダイ                                               | 地球連邦軍のデルタチームとザビ軍の外人部隊との戦いを描いた3Dアクション。 |
| 8月1日   | COMBAT QUEEN                                                                                         | タイトー                                               | 小池栄子ら実在のグラビアアイドルが登場するアクションアドベンチャー |
| 8月1日   | まげるつけるはしーる 俺デットヒート                                                                  | サクセス                                               | |
| 8月1日   | UFC2 TAPOUT                                                                                          | カプコン                                               | |
| 8月8日   | RPGツクール5                                                                                         | エンターブレイン                                       | |
| 8月8日   | 悪代官                                                                                               | グローバルA・エンタテインメント                        | |
| 8月8日   | AIR                                                                                                  | NECインターチャネル                                    | |
| 8月8日   | EVER BLUE2                                                                                           | カプコン                                               | |
| 8月8日   | 機甲武装Gブレイカー2 同盟の反撃                                                                      | サンライズインタラクティブ                             | |
| 8月8日   | パチスロ アルゼ王国7                                                                                 | 日本アミューズメント放送                               | |
| 8月8日   | LEGO RACERS 2                                                                                        | タイトー                                               | |
| 8月15日  | バーチャコップRe-Birth                                                                               | セガ                                                   | |
| 8月22日  | アウトモデリスタ                                                                                     | カプコン                                               | オンライン対応 |
| 8月22日  | ネッパチGold 〜CRモンスターマンション〜                                                              | ダイコク電機                                           | |
| 8月22日  | 必殺パチンコステーションV4 ドラムチック麻雀                                                          | サン電子                                               | |
| 8月22日  | プロジェクト・ミネルヴァ                                                                             | ディースリー・パブリッシャー                           | |
| 8月22日  | メモリアルソング                                                                                     | データム・ポリスター                                   | |
| 8月29日  | Ever17 -the out of infinity-                                                                         | KID                                                    | |
| 8月29日  | ギガンティック ドライブ                                                                              | エニックス                                             | |
| 8月29日  | 真・三國無双2 猛将伝                                                                                 | コーエー                                               | |
| 8月29日  | SWITCH                                                                                               | セガ                                                   | 同名メガCD用ソフトの移植版。 |
| 8月29日  | スター・ウォーズ ジェダイ・スターファイター                                                          | エレクトロニック・アーツ・スクウェア                   | |
| 8月29日  | 3D格闘ツクール2                                                                                      | エンターブレイン                                       | |
| 8月29日  | パネルクイズ アタック25                                                                              | デジキューブ                                           | |
| 8月29日  | フーリガン〜君のなかの勇気〜                                                                         | パシフィック・センチュリー・サイバーワークス・ジャパン | |
| 9月5日   | ハイヒートメジャーリーグベースボール 2003                                                            | タカラ                                                 | |
| 9月12日  | いなか暮らし 〜南の島の物語〜                                                                        | ビクターインタラクティブソフトウェア                   | |
| 9月12日  | エクストリームG3                                                                                     | アクレイムジャパン                                     | |
| 9月12日  | エッグマニア                                                                                         | コトブキシステム                                       | |
| 9月12日  | ザ・ドキュメント・オブ メタルギアソリッド2                                                           | コナミ                                                 | 『メタルギアソリッド2』の設定資料集 |
| 9月12日  | SIMPLE2000シリーズVol.8 THEテニス                                                                    | ディースリー・パブリッシャー                           | |
| 9月12日  | SIMPLE2000シリーズVol.9 THE恋愛アドベンチャー BITTERSWEET FOOLS                                      | ディースリー・パブリッシャー                           | 成人向けPCゲーム『BITTERSWEET FOOLS』の移植版。 |
| 9月12日  | SIMPLE2000シリーズVol.10 THEテーブルゲーム 世界編 チェス・バックギャモン・ダイヤモンド・軍人将棋 etc | ディースリー・パブリッシャー                           | |
| 9月12日  | ニンジャアサルト                                                                                     | ナムコ                                                 | 同名アーケードゲームの移植版。 |
| 9月19日  | ウイニングポスト5 MAXIMUM 2002                                                                       | コーエー                                               | |
| 9月19日  | Jリーグウイニングイレブン6                                                                           | コナミ                                                 | |
| 9月19日  | スーパーパズルボブル2                                                                                | タイトー                                               | |
| 9月19日  | .hack//悪性変異 Vol.2                                                                                | バンダイ                                               | |
| 9月19日  | MARVEL VS. CAPCOM 2 NEW AGE OF HEROES                                                                | カプコン                                               | |
| 9月26日  | エナジーエアフォース                                                                                 | タイトー                                               | ヘッドマウントディスプレイ・PUD-J5A対応。 |
| 9月26日  | カルドセプト セカンド エキスパンション                                                               | セガ                                                   | |
| 9月26日  | GetBackers-奪還屋- 奪われた無限城                                                                    | コナミ                                                 | |
| 9月26日  | SIMPLE2000シリーズ アルティメットVol.3 最速!族車キング 〜仏恥義理伝説〜                              | ディースリー・パブリッシャー                           | |
| 9月26日  | 大戦略1941〜逆転の太平洋〜                                                                           | サミー                                                 | |
| 9月26日  | バルダーズ・ゲート ダークアライアンス                                                                | ジャレコ                                               | |
| 9月26日  | フェラーリ F355チャレンジ                                                                            | セガ                                                   | |
| 9月26日  | Britney's Dance Beat                                                                                 | セガ                                                   | |
| 9月26日  | ポイニーポイン                                                                                       | ソニー・コンピュータエンタテインメント                 | 他者の気持ちを操作するアクションゲーム。 |
| 9月26日  | メジャーリーグベースボール トリプルプレイ2002                                                        | エレクトロニック・アーツ・スクウェア                   | |
| 9月26日  | 山佐DigiワールドSP                                                                                   | ヤマサエンタテインメント                               | |
| 10月3日  | チュウリップ                                                                                         | ビクターインタラクティブソフトウェア                   | |
| 10月3日  | フリークスタイル モトクロス                                                                          | エレクトロニック・アーツ・スクウェア                   | |
| 10月3日  | 信長の野望 嵐世記withパワーアップキット                                                              | コーエー                                               | |
| 10月10日 | SIMPLE2000シリーズVol.11 THEオフロードバギー                                                         | ディースリー・パブリッシャー                           | |
| 10月10日 | 麻雀覇王 段級バトル                                                                                  | 毎日コミュニケーションズ                               | |
| 10月10日 | WONDER ZONE                                                                                          | ソニー・ミュージックエンタテインメント                 | |
| 10月17日 | サイレントスコープ3                                                                                  | コナミ                                                 | |
| 10月17日 | パチスロ完全攻略 ギガゾーン                                                                          | シスコンエンタテイメント                               | パチスロ機『ギガゾーン』の実機シミュレーターで、当初は2002年3月28日に発売される予定だった。                                                                                            |
| 10月24日 | GetBass Battle                                                                                       | セガ                                                   | |
| 10月24日 | クリティカルバレット 7th TARGET                                                                      | カプコン                                               | |
| 10月24日 | SIMPLE2000シリーズ アルティメットVol.4 裏技イカサ麻雀街 〜兄ィさん、つかんじまったようだね〜         | ディースリー・パブリッシャー                           | |
| 10月24日 | SIMPLE2000シリーズVol.13 女の子のためのTHE恋愛アドベンチャー〜硝子の森〜                             | ディースリー・パブリッシャー                           | |
| 10月24日 | スペースフィッシャーメン                                                                             | ソニー・コンピュータエンタテインメント                 | |
| 10月24日 | 太鼓の達人 タタコンでドドンがドン                                                                    | ナムコ                                                 | アーケードゲーム『太鼓の達人』を原作とする家庭用ゲーム機向けソフト |
| 10月24日 | 探偵 神宮寺三郎 Innocent Black                                                                       | ワークジャム                                           | |
| 10月24日 | メダル・オブ・オナー 史上最大の作戦                                                                  | エレクトロニック・アーツ・スクウェア                   | |
| 10月25日 | 電車でGO! プロフェッショナル2                                                                        | タイトー                                               | |
| 10月31日 | ウルトラマン Fighting Evolution 2                                                                    | バンプレスト                                           | |
| 10月31日 | 大ぐるぐる温泉                                                                                       | セガ                                                   | ドリームキャスト用ソフト『ぐるぐる温泉2』および『ぐるぐる温泉3』のゲームが収録されている。 また、オンラインテーマパークシステム「open dice」によるクロスプラットフォーム対応していた。 |
| 10月31日 | Only you リベルクルス                                                                                | ジェネックス                                           | |
| 10月31日 | 学園都市 ヴァラノワール                                                                              | アイディアファクトリー                                 | |
| 10月31日 | ドラゴンクエストキャラクターズ トルネコの大冒険3 不思議のダンジョン                                  | エニックス                                             | 『ドラゴンクエストIV 導かれし者たち』の登場人物・トルネコを主題としたローグライクRPG                                                                                                   |
| 10月31日 | Train Simulator Real THE 京浜急行                                                                    | 音楽館                                                 | |
| 10月31日 | 必殺パチンコステーションV5ピンクレディ                                                               | サン電子                                               | |
| 11月7日  | 機甲武装Gブレイカー レジェンド オブ クラウディア                                                     | サンライズインタラクティブ                             | |
| 11月7日  | SIMPLE2000シリーズVol.12 THEクイズ20,000問                                                           | ディースリー・パブリッシャー                           | |
| 11月7日  | テクニクビート                                                                                       | アリカ                                                 | |
| 11月7日  | パワースマッシュ2                                                                                    | セガ                                                   | |
| 11月7日  | FEVER6 SANKYO公式パチンコシミュレーション                                                            | インターナショナルカードシステム                       | |
| 11月14日 | インゴット79                                                                                         | ファブコミュニケーションズ                             | |
| 11月14日 | オールスターベースボール2003                                                                         | アクレイムジャパン                                     | |
| 11月14日 | 真魂斗羅                                                                                             | コナミ                                                 | |
| 11月14日 | SIMPLE2000シリーズ ハローキティVol.1 スターライト★パズル〜いそがしキューブ★どっすんフワワ♡〜         | ディースリー・パブリッシャー                           | |
| 11月14日 | SIMPLE2000シリーズ ハローキティVol.2 みんなですごろく 〜不思議な世界の仲良しすごろく〜               | ディースリー・パブリッシャー                           | |
| 11月14日 | SIMPLE2000シリーズ アルティメットVol.5 ラブ★マージャン!                                              | ディースリー・パブリッシャー                           | |
| 11月14日 | SIMPLE2000シリーズVol.14 THE ビリヤード                                                              | ディースリー・パブリッシャー                           | |
| 11月14日 | SIMPLE2000シリーズVol.15 THE ラグビー                                                                | ディースリー・パブリッシャー                           | |
| 11月14日 | Thread Colors〜さよならの向こう側〜                                                                  | ディースリー・パブリッシャー                           | |
| 11月14日 | ブレス オブ ファイアV ドラゴンクォーター                                                             | カプコン                                               | |
| 11月16日 | 超・バトル封神                                                                                       | コーエー                                               | |
| 11月21日 | スーパーカー ストリート チャレンジ                                                                   | サクセス                                               | |
| 11月21日 | ゼロヨンチャンプシリーズ ドリフトチャンプ                                                            | ハドソン                                               | |
| 11月21日 | トニー・ホーク プロスケーター3                                                                       | サクセス                                               | |
| 11月21日 | ポップンミュージック7                                                                                | コナミ                                                 | |
| 11月23日 | ハリー・ポッターと秘密の部屋                                                                         | エレクトロニック・アーツ・スクウェア                   | |
| 11月28日 | NBA Live 2003                                                                                        | エレクトロニック・アーツ・スクウェア                   | |
| 11月28日 | 想い出にかわる君 〜Memories Off〜                                                                    | KID                                                    | |
| 11月28日 | K-1 WORLD GRAND PRIX 2002                                                                            | コナミ                                                 | |
| 11月28日 | ザ・キング・オブ・ファイターズ2000                                                                   | SNKプレイモア                                          | |
| 11月28日 | SHAUN PALMER’S PRO SNOW BOARDER                                                                      | サクセス                                               | |
| 11月28日 | SIMPLE2000シリーズ Vol.16 THE スナイパー2 〜悪夢の銃弾〜                                             | ディースリー・パブリッシャー                           | |
| 11月28日 | ダーククロニクル                                                                                     | ソニー・コンピュータエンタテインメント                 | |
| 11月28日 | ルパン三世 魔術王の遺産                                                                              | バンプレスト                                           | |
| 11月28日 | テイルズ オブ デスティニー2                                                                          | ナムコ                                                 | 『テイルズ オブ デスティニー』の続編。 |
| 11月28日 | SDガンダム GGENERATION NEO                                                                           | バンダイ                                               | |
| 12月3日  | ラチェット&クランク                                                                                  | ソニー・コンピュータエンタテインメント                 | |
| 12月5日  | アルゴスの戦士                                                                                       | テクモ                                                 | 同名アーケードゲームの関連作品。 |
| 12月5日  | 18WHEELER                                                                                            | セガ                                                   | |
| 12月5日  | NBA STARTING FIVE                                                                                    | コナミ                                                 | |
| 12月5日  | ガチャろく                                                                                           | ソニー・コンピュータエンタテインメント                 | |
| 12月5日  | 機甲兵団 J-PHOENIX コバルト小隊篇                                                                    | タカラ                                                 | |
| 12月5日  | Shinobi                                                                                              | セガ                                                   | |
| 12月5日  | 必殺パチンコステーションV6 夢の超特急                                                                | サン電子                                               | |
| 12月5日  | FIFA2003ヨーロッパサッカー                                                                           | エレクトロニック・アーツ・スクウェア                   | |
| 12月5日  | 桃太郎電鉄11 ブラックボンビー出現!の巻                                                               | ハドソン                                               | |
| 12月12日 | アカギ 〜闇に降り立った天才〜                                                                        | ディースリー・パブリッシャー                           | |
| 12月12日 | Evolution Skateboarding                                                                              | コナミ                                                 | Evolutionシリーズの1作品で、クリス・センといった実在のスケートボーダーが登場する |
| 12月12日 | ガンバリコレクション プラス タイムクライシス                                                         | ナムコ                                                 | |
| 12月12日 | Gallopracer6 -Revolution-                                                                            | テクモ                                                 | |
| 12月12日 | GUILTY GEAR XX                                                                                       | サミー                                                 | 同名アーケードゲームの移植版。 |
| 12月12日 | クロックタワー3                                                                                      | カプコン                                               | クロックタワーシリーズナンバリング第3弾であり、初のPlayStation 2用タイトル。 |
| 12月12日 | スペースチャンネル5                                                                                  | セガ                                                   | |
| 12月12日 | チョロQ HG3                                                                                          | タカラ                                                 | |
| 12月12日 | .hack//侵食汚染 Vol.3                                                                                | バンダイ                                               | |
| 12月12日 | Let's ブラボーミュージック                                                                           | ソニー・コンピュータエンタテインメント                 | |
| 12月12日 | ワールドサッカーウイニングイレブン6 ファイナルエヴォリューション                                     | コナミ                                                 | |
| 12月19日 | アイドル雀士R 雀ぐるプロジェクト                                                                     | パシフィック・センチュリー・サイバーワークス・ジャパン | |
| 12月19日 | アンリミテッド:サガ                                                                                  | スクウェア                                             | PlayStation 2初の『サガ』シリーズであり、元々は携帯ゲーム機向けの企画だったが、そのハードが実現しなかったため、PlayStation 2に移行した経緯がある。                                     |
| 12月19日 | Erde 〜ネズの樹の下で〜                                                                              | KID                                                    | |
| 12月19日 | キング オブ コロシアム（赤）新日本×全日本×パンクラスディスク                                         | スパイク                                               | |
| 12月19日 | XIゴ                                                                                                 | ソニー・コンピュータエンタテインメント                 | XIシリーズ最終作で、パスワード配付形式によるスコアランキング大会が開かれた。 |
| 12月19日 | GTC AFRICA                                                                                           | サクセス                                               | |
| 12月19日 | 実況パワフルプロ野球9 決定版                                                                         | コナミ                                                 | |
| 12月19日 | 実戦パチスロ必勝法!猛獣王S                                                                           | サミー                                                 | |
| 12月19日 | 上海〜三国牌闘儀〜                                                                                   | サン電子                                               | |
| 12月19日 | SIMPLE2000シリーズVol.17 THE 推理〜新たなる20の事件簿〜                                              | ディースリー・パブリッシャー                           | |
| 12月19日 | SIMPLE2000シリーズVol.18 THEパーティーすごろく                                                       | ディースリー・パブリッシャー                           | |
| 12月19日 | SIMPLE2000シリーズVol.19 THE 恋愛シミュレーション 〜私におまカフェ〜                                 | ディースリー・パブリッシャー                           | |
| 12月19日 | SIMPLE2000シリーズVol.20 THEダンジョンRPG 忍〜魔物の棲む城〜                                         | ディースリー・パブリッシャー                           | |
| 12月19日 | スペースレイダース                                                                                   | タイトー                                               | |
| 12月19日 | 闘魂 猪木道 〜ぱずるDEダァーッ!〜                                                                    | パシフィック・センチュリー・サイバーワークス・ジャパン | |
| 12月19日 | Tomak〜Save the Earth〜Love Story                                                                    | サン電子                                               | 同名PCゲームの移植版 |
| 12月19日 | 牌神3                                                                                                | デジキューブ                                           | |
| 12月19日 | ボンバーマンジェッターズ                                                                             | ハドソン                                               | |
| 12月19日 | マッデンNFLスーパーボウル2003                                                                        | エレクトロニック・アーツ・スクウェア                   | |
| 12月19日 | メタルギアソリッド2 サブスタンス METAL GEAR SOLID2 SUBSTANCE                                         | コナミ                                                 | 『メタルギアソリッド2』の完全版 |
| 12月19日 | ローライダー 〜Round The World〜                                                                     | パシフィック・センチュリー・サイバーワークス・ジャパン | |
| 12月21日 | ジーワンジョッキー3                                                                                  | コーエー                                               | |
| 12月26日 | NFL 2K3                                                                                              | セガ                                                   | |
| 12月26日 | 歸らずの森                                                                                           | グローバル・A・エンタテインメント                      | |
| 12月26日 | 機動新撰組 萌えよ剣                                                                                  | エンターブレイン                                       | |
| 12月26日 | キングダムハーツ ファイナルミックス                                                                  | スクウェア                                             | |
| 12月26日 | スイートレガシー〜ボクと彼女の名もないお菓子〜                                                       | パシフィック・センチュリー・サイバーワークス・ジャパン | |
| 12月26日 | ダウンフォース                                                                                       | エム・ティー・オー                                     | |
| 12月26日 | トップガン エース オブ ザ スカイ                                                                     | タイタスジャパン                                       | |
| 12月26日 | 彼岸花                                                                                               | サミー                                                 | |
| 12月26日 | みずいろ                                                                                             | NECインターチャネル                                    | |
| 12月26日 | ミリオンゴッド                                                                                       | 日本アミューズメント放送                               | |
| 12月26日 | ロータス チャレンジ                                                                                  | エム・ティー・オー                                     | |